# Кромвель, Оливер (умер 1655)
Сэр Оливер Кромвель (англ. Sir Oliver Cromwell; ок. 1562 — 28 августа 1655) — английский землевладелец, юрист и политик, который заседал в Палате общин Англии от Хандингдоншира (1589—1614, 1624—1625). Дядя и тёзка знаменитого Оливера Кромвеля, члена Палаты общин, генерала и лорда-протектора Англии.

## Биография
Родившийся около 1562 года. Старший сын и наследник сэра Генри Уильямса (Кромвеля) (1537—1604) из Хинчингбрука, и его жены Джоан, дочери сэра Ральфа Уоррена, лорда-мэра Лондона. Он поступил в Куинс-Колледж, Кембридж, в Великий пост 1579 года и был принят в Линкольнс-Инн 12 мая 1582 года. Он проживал в Годманчестере до самой смерти своего отца.
Оливер Кромвель занимал ряд местных должностей: в 1585 году он был капитаном сбора войск для Хантингдоншира, а во время Испанской армады он был одним из офицеров, отвечавших за людей из графства Хантингдоншир. Он был регистратором Хантингдона в 1596 году. Он был шерифом Кембриджшира и Хантингдоншира с 1598 по 1599 год. В 1598 году королева Елизавета, возможно, произвела его в рыцари-бакалавры.
Он был мировым судьёй примерно с 1585 года, но был смещён в 1587 году, когда произошла одна из периодических чисток судей. В 1594 году он был восстановлен в должности. Как отмечает онлайновая история парламента: «считалось, что в таком маленьком графстве, как Хантингдоншир, обычай, по которому только один член семьи мог быть судьёй, был неприменим — особенно в случае владельцев Хинчингбрука».
Оливер Кромвель был впервые избран одним из членов парламента от Хантингдоншира в 1589 году. Он был переизбран в каждый парламент вплоть до 1614 года (то есть в 1593, 1597, 1601, 1604 и 1614 годах). В 1621 году это место занял Ричард Бивилл, но сэр Оливер баллотировался и был избран в счастливый парламент 1624 года, а его преемник, бесполезный парламент 1625 года, был распущен после смерти короля Якова I.
Он принимал нового короля Англии Якова Стюарта в Хинчингбруке 27 апреля 1603 года, когда король путешествовал на юг, чтобы занять английский трон. Оливер Кромвель подарил королю «чашу золота, хороших лошадей, гончих с глубокими пастями и ястребов с прекрасными крыльями», а некоторые главы Кембриджского университета явились в алых мантиях и угловых шапочках, чтобы произнести латинскую речь. Он был описан как «величайший пир, который когда-либо давался королю подданным». В благодарность король Яков I на своей коронации пожаловал Орден Бани сэру Оливеру Кромвелю 24 июля 1603 года. Он стал поверенным королевы Анны Датской и членом тайной палаты.
6 января 1604 года его отец умер, и сэр Оливер унаследовал Хинчингбрук и фамильные поместья . Около 1605 года он также унаследовал должность своего отца, хранителя рукописей (Custos Rotulorum) графства Хантингдоншир.

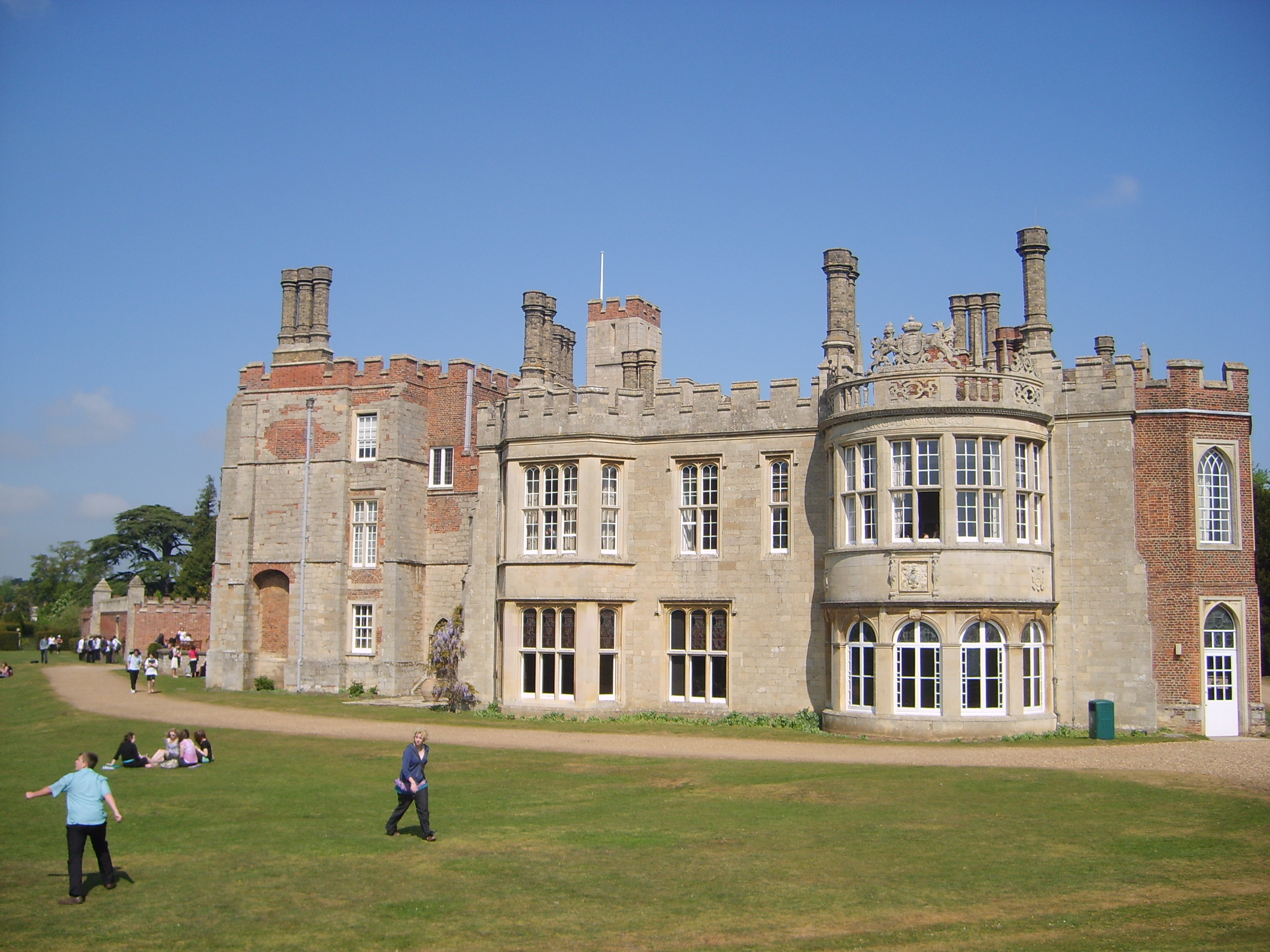
Хинчингбрук-хаус

Король Яков часто бывал в Хинчингбруке, очевидно, считая это место своим — в 1614 году он назначил там смотрителя гардероба. К 1623 году сэр Оливер Кромвель пытался продать Хинчингбрук королю, чтобы расплатиться с долгами, но смерть Якова I в марте 1625 года положила конец переговорам о Хинчингбруке. Хинчингбрук был окончательно продан 20 июня 1627 года сэру Сиднею Монтегю (? — 1644). Другие поместья были проданы, чтобы покрыть долги, заключённые с лондонскими ростовщиками, и он остался с собственностью в Рэмси, графство Кембриджшир.
Оливер Кромвель был верен короне в начале Гражданской войны в Англии. Его племянник и крестник Оливер Кромвель был послан парламентом в Рэмси на поиски оружия, которое можно было бы отправить королю в Йорк. Говорят, что младший Кромвель стоял с непокрытой головой в присутствии своего дяди. Позднее поместье Рэмси были конфискованы, но 18 апреля 1648 года было возвращено ему под влиянием его племянника, ставшего лордом-протектором.
Оливер Кромвель умер в 1655 году и был похоронен в Рэмси в тот же день, 28 августа, чтобы предотвратить захват его тела кредиторами. По словам сэра Уильяма Дагдейла, он умер через два дня после того, как «обжёгся», упав или рухнув в очаг в своём доме, вытираясь после дождя.

## Браки и дети
Оливер Кромвель женился сначала на Элизабет, дочери Томаса Бромли (1530—1587), лорда-канцлера Англии, и Элизабет Фортескью, от которой у него было четыре сына и четыре дочери:
- Генри
- Джон
- Уильям
- Томас
- Ханна
- Кэтрин
- Джейн
- Элизабет

Он женился во второй раз в июле 1601 года на Анне, вдове финансиста сэра Горацио Палавичино и дочери голландского коммерсанта Жиля Хофмана из Антверпена, от которой у него было два сына и две дочери:
- Оливер
- Джайлс
- Мэри
- Энн

У Оливера Кромвеля было в общей сложности двенадцать детей, причём сам он был старшим из 11 братьев и сестёр : два сына Кромвеля от первого брака впоследствии женились на двух дочерях Анны от первого брака. Другая дочь, Элизабет (вероятно, тоже от первого брака), вышла замуж за круглоголового сэра Ричарда Инголдсби. Один из их многочисленных детей, Ричард Инголдсби, был среди тех, кто подписал королю Карлу I смертный приговор. Его второй сын Джон женился на Абигейл Клер, дочери сэра Генри Клера, 1-го баронета. Абигейл знакома читателям дневника Сэмюэля Пеписа как «Мадам Уильямс», которая оставила своего мужа, чтобы открыто жить с коллегой Пеписа Уильямом Брункером, 2-м виконтом Брункером. Похоже, что Джон и Абигейл, как и многие из Кромвелей, считали благоразумным после 1660 года использовать более древнюю фамилию Уильямс. Другая дочь, Мэри, вышла замуж за Эдварда Ролта в 1628 году. Мэри умерла в 1634 году.